# Kopimism

Simbolul kopimiștilor

Un kopimist este acea persoană care are capacitatea intelectuală de a crede faptul că toate informațiile ar trebui distribuite în mod liber și fără restricții. Această filozofie se opune tuturor formelor de drepturi de autor și încurajează pirateria în toate câmpurile sale precum muzica, filme, emisiuni TV și programe pentru PC. Termenul kopimist are ca origini cuvântul kopimi, ce înseamnă "copy me" în limba engleză iar în limba română, copiaza-mă.
Kopimiștii au fost inițial implicați în pirateria calculatoarelor, distribuind materiale cu drepturi de autor prin intermediul rețelelor peer2peer precum și prin folosirea fișierelor torrent, dar inițial începându-și implicarea în piraterie pe BBS și IRC.
Termenul Kopimist a câștigat recunoașterea în mare parte prin publicitate încadrată în dorința celor de la ThePirateBay.org de a cumpăra Sealand, o insulă realizată de mâna omului, și de a forma o micronațiune suverană, fără restricții din partea legilor drepturilor de autor.
ThePirateBay este un site de torrente ce primește peste 4 milioane de vizite zilnic. ThePirateBay a făcut anunțul, "Cu ajutorul kopimiștilor de pe internet, vrem să cumpărăm Sealand. 
Liderul spiritual al acestei mișcări este Isak Gerson iar președintele este Gustav Nipe, ambii de naționalitate suedeză.
În România, mișcarea este promovată de către Societatea Kopimistă Română Arhivat în 15 ianuarie 2012, la Wayback Machine..
Moto-ul kopimiștilor este CTRL+C CTRL+V.